# 山名豊弘
山名 豊弘（やまな とよひろ）は、戦国時代から安土桃山時代にかけての武将。形式的ではあるが因幡国守護となった。

## 経歴
詳しい出自は不明であるが、山名祐豊の一族であるといわれる。一説には山名祐豊の弟・山名東揚の還俗名を指すという。
永禄6年（1563年）、反守護を掲げて挙兵した武田高信によって新守護に擁立された豊弘は、道竹城（岩井城）を拠点として「岩井屋形」と呼ばれた。しかし、実権は高信に握られており、守護権力は限定されたものであった。毛利氏の支援を受けた豊弘・高信らの勢力は「布施屋形」の山名豊数を攻撃、同年冬には布施衆を鹿野城に退却させるなど因幡において優位な立場を得るも、地元の国人掌握に苦慮した上に但馬国の山名祐豊の介入を招くなど、その優位は絶対的なものではなかった。永禄12年（1569年）には、但馬衆の攻撃により本拠地の岩井城から一時的ではあるが、退却を余儀なくされた。
元亀元年（1570年）頃からは但馬衆の支援を受けた山名豊国が、天正元年（1572年）には尼子勝久、山中幸盛が侵入し、国内における優位は急速に崩れていった。加えて後ろ盾の高信は天正元年8月の甑山城での戦いで山中幸盛に敗れ、山名豊国に鳥取城を明け渡すなど勢力の衰退が際立った。その上、追い討ちをかけるように豊国が毛利氏と和睦を結び、毛利陣営に加わったため、豊弘・高信が因幡国内で長年築いてきた地位が完全に崩れてしまった。そのような中、天正4年（1576年）5月には後ろ盾の高信が豊国の計略で自害させられ、最大の保護者を失った豊弘は国内での居場所を失った。ただ、その後も引き続き在国し、織田信長の命を受けた羽柴秀吉の因幡侵攻に際しては、毛利氏への協力を行うなどしている。
天正8年（1580年）11月26日、家臣の中島正時に岩井郡内の所領を給付したのが、確実な史料において確認することのできる最後の活動である。これ以降の動向は不明だが『因幡民談記』によれば、晩年は豊国と和解、豊国の許に身を寄せたといい、子孫は村岡藩士になったという。